# Ryszard Szarfenberg
Ryszard Szarfenberg – polski politolog, dr hab. adiunkt na Wydziale Nauk Politycznych i Studiów Międzynarodowych Uniwersytetu Warszawskiego, popularyzator nauki. Członek Zarządu Polskiego Towarzystwa Polityki Społecznej.
Od 2004 do 2010 był ekspertem Narodowej Strategii Integracji Społecznej. Piastował ponadto funkcję przewodniczącego Rady Wykonawczej Polskiego Komitetu European Anti Poverty Network. Jego praca Krytyka i afirmacja polityki społecznej z 2008 uznana została przez Komitet Nauk o Pracy i Polityce Społecznej PAN za najlepszą pracę naukową roku 2008.